# پگی فلمینگ
پگی گیل فلمینگ (به انگلیسی: Peggy Fleming) ‏ (۱۹۴۸ -) پاتیناژباز آمریکایی است که در بازی‌های المپیک زمستانی ۱۹۶۸ در گرنوبل فرانسه، مدال طلا دریافت کرد.